# Rhynchagrotis brunneipennis
Rhynchagrotis brunneipennis là một loài bướm đêm trong họ Noctuidae.